# Roberto Martínez
Roberto Martínez Montoliu (Balaguer, 13 de julho de 1973) é um treinador e ex-futebolista catalão que atuava como trinco. Atualmente treina a Seleção Portuguesa.

## Carreira como jogador
Martínez iniciou a sua carreira profissional no pequeno clube que leva o nome de sua cidade natal: o Balaguer. No clube, apesar de não apresentar um futebol de alto nível, recebeu um convite do presidente do Wigan, Dave Whelan, para se transferir para o clube. Em 25 de julho de 1995, foi confirmada sua transferência a custo zero. O jogador permaneceu por seis temporadas nos Latics, disputando mais de 180 partidas e marcando 23 gols.
Mais tarde, em julho de 2001, acabou recebendo uma proposta do Motherwell, da Escócia, para se transferir a custo zero. Permaneceu apenas uma temporada devido a um fraco desempenho. Acabou por se transferindo para o Walsall, em agosto de 2002, mas novamente, teve um fraco desempenho, disputando em apenas seis partidas, sendo expulso em duas.
Recebeu uma oportunidade no Swansea City, do País de Gales, onde ficaria, de início, apenas meia temporada, mas por conta do bom desempenho, acabou ficando mais três por ser importante para o clube. Atuando como capitão, disputou mais de cem partidas, marcando quatro gols. Mais tarde, foi libertado pela administração para assinar com o Chester City, mas ficou apenas um pouco mais de meia temporada, retornando para o Swansea, onde seria o treinador da equipa.

## Carreira como treinador
Apesar de nunca ter desempenhado a função de treinador antes, pelo Swansea City, Martínez levou o clube ao título da terceira divisão inglesa, mesmo ele ter comandado o clube apenas meia temporada. Na temporada seguinte, disputando a segunda divisão após anos, Martínez quase conseguiu levar o clube para a elite do futebol inglês, mas falhou por pouco.
Por apresentar um futebol inovador, e conseguir levar Swansea a apresentar um bom desempenho, a diretoria do Wigan, ganhou a autorização para negociar a sua transferência, apesar de muitas vezes, Martínez declarar que só sairia do clube forçado. Após vários dias de negociações, Martínez foi confirmado como novo treinador do Wigan, assegurando um contrato de três anos, com um valor de um milhão e meio de libras. O presidente do clube, afirmou que mesmo se o Wigan fosse rebaixado, ele permaneceria no comando.
Na sua primeira partida oficial como treinador do clube, Martínez conquistou uma vitória, fora de casa, por 2 a 0 sobre o Aston Villa.
Em 11 de maio de 2013, conquistou o seu primeiro título como treinador de futebol e consequentemente o primeiro título da história do Wigan. Na final da Copa da Inglaterra, Roberto Martínez viu a sua equipa vencer o milionário Manchester City por 1 a 0 no lendário Estádio de Wembley. No entanto, após a descida do clube na Premier League, o espanhol deixou o clube duas semanas depois.
Martínez assinou com o Everton, substituindo o lendário treinador dos Toffees, David Moyes, contratado pelo Manchester United.
No dia 3 de agosto de 2016, foi anunciado como novo treinador da Seleção Belga.
Roberto Martínez foi anunciado como novo treinador da Seleção Portuguesa em janeiro de 2023, assinando contrato válido até 2026, visando a disputa da Euro 2024 e da Copa do Mundo de 2026.

### Jogos pela Seleção Portuguesa
Legenda:      Vitórias —      Empates —      Derrotas
|      | Data           | Competição                     | Local                | Placar      | Adversário           | Ref.   |      |
| 2023 | 2023           | 2023                           | 2023                 | 2023        | 2023                 | 2023   | 2023 |
| ---- | -------------- | ------------------------------ | -------------------- | ----------- | -------------------- | ------ | ---- |
| 1    | 23 de março    | Eliminatórias da Eurocopa      | Lisboa               | 4 – 0       | Liechtenstein        | [ 6 ]  |      |
| 2    | 26 de março    | Eliminatórias da Eurocopa      | Luxemburgo           | 6 – 0       | Luxemburgo           | [ 7 ]  |      |
| 3    | 17 de junho    | Eliminatórias da Eurocopa      | Lisboa               | 3 – 0       | Bósnia e Herzegovina | [ 8 ]  |      |
| 4    | 20 de junho    | Eliminatórias da Eurocopa      | Reykjavík            | 1 – 0       | Islândia             | [ 9 ]  |      |
| 5    | 8 de setembro  | Eliminatórias da Eurocopa      | Bratislava           | 1 – 0       | Eslováquia           | [ 10 ] |      |
| 6    | 11 de setembro | Eliminatórias da Eurocopa      | Faro                 | 9 – 0       | Luxemburgo           | [ 11 ] |      |
| 7    | 13 de outubro  | Eliminatórias da Eurocopa      | Porto                | 3 – 2       | Eslováquia           | [ 12 ] |      |
| 8    | 16 de outubro  | Eliminatórias da Eurocopa      | Zenica               | 5 – 0       | Bósnia e Herzegovina | [ 13 ] |      |
| 9    | 16 de novembro | Eliminatórias da Eurocopa      | Vaduz                | 2 – 0       | Liechtenstein        | [ 14 ] |      |
| 10   | 19 de novembro | Eliminatórias da Eurocopa      | Lisboa               | 2 – 0       | Islândia             | [ 15 ] |      |
| 2024 |                |                                |                      |             |                      |        |      |
| 11   | 21 de março    | Amistoso                       | Guimarães            | 5 – 2       | Suécia               | [ 16 ] |      |
| 12   | 26 de março    | Amistoso                       | Liubliana            | 0 – 2       | Eslovênia            | [ 17 ] |      |
| 13   | 4 de junho     | Amistoso                       | Lisboa               | 4 – 2       | Finlândia            | [ 18 ] |      |
| 14   | 8 de junho     | Amistoso                       | Oeiras               | 1 – 2       | Croácia              | [ 19 ] |      |
| 15   | 11 de junho    | Amistoso                       | Aveiro               | 3 – 0       | Irlanda              | [ 20 ] |      |
| 16   | 18 de junho    | Eurocopa                       | Leipzig              | 2 – 1       | Tchéquia             | [ 21 ] |      |
| 17   | 22 de junho    | Eurocopa                       | Dortmund             | 3 – 0       | Turquia              | [ 22 ] |      |
| 18   | 26 de junho    | Eurocopa                       | Gelsenkirchen        | 0 – 2       | Geórgia              | [ 23 ] |      |
| 19   | 1 de julho     | Eurocopa                       | Frankfurt            | 0 – 0 (3-0) | Eslovênia            | [ 24 ] |      |
| 20   | 5 de julho     | Eurocopa                       | Hamburgo             | 0 – 0 (3-5) | França               | [ 25 ] |      |
| 21   | 5 de setembro  | Liga das Nações                | Lisboa               | 2 – 1       | Croácia              | [ 26 ] |      |
| 22   | 8 de setembro  | Liga das Nações                | Lisboa               | 2 – 1       | Escócia              | [ 27 ] |      |
| 23   | 12 de outubro  | Liga das Nações                | Varsóvia             | 3 – 1       | Polónia              | [ 28 ] |      |
| 24   | 15 de outubro  | Liga das Nações                | Glasgow              | 0 – 0       | Escócia              | [ 29 ] |      |
| 25   | 15 de novembro | Liga das Nações                | Porto                | 5 – 1       | Polónia              | [ 30 ] |      |
| 26   | 18 de novembro | Liga das Nações                | Split                | 1 – 1       | Croácia              | [ 31 ] |      |
| 2025 |                |                                |                      |             |                      |        |      |
| 27   | 20 de março    | Liga das Nações                | Copenhagen           | 0 – 1       | Dinamarca            | [ 32 ] |      |
| 28   | 23 de março    | Liga das Nações                | Lisboa               | 5 – 2       | Dinamarca            | [ 33 ] |      |
| 29   | 4 de junho     | Liga das Nações                | Munique              | 2 – 1       | Alemanha             | [ 34 ] |      |
| 30   | 8 de junho     | Liga das Nações                | Munique              | 2 – 2 (5-3) | Espanha              | [ 35 ] |      |
| 31   | 6 de setembro  | Eliminatórias da Copa do Mundo | Yerevan              | –           | Armênia              |        |      |
| 32   | 9 de setembro  | Eliminatórias da Copa do Mundo | Budapeste            | –           | Hungria              |        |      |
| 33   | 11 de outubro  | Eliminatórias da Copa do Mundo | Portugal             | –           | Irlanda              |        |      |
| 34   | 14 de outubro  | Eliminatórias da Copa do Mundo | Portugal             | –           | Hungria              |        |      |
| 35   | 13 de novembro | Eliminatórias da Copa do Mundo | República da Irlanda | –           | Irlanda              |        |      |
| 36   | 16 de novembro | Eliminatórias da Copa do Mundo | Portugal             | –           | Armênia              |        |      |

## Estatísticas
| Clube        | Jogos | Vitórias | Empates | Derrotas | Aproveitamento |
| ------------ | ----- | -------- | ------- | -------- | -------------- |
| Swansea City | 125   | 63       | 37      | 25       | 60.27%         |
| Wigan        | 175   | 51       | 47      | 77       | 38.1%          |
| Everton      | 143   | 61       | 39      | 43       | 51.75%         |
| Bélgica      | 80    | 56       | 13      | 11       | 75.42%         |
| Portugal     | 30    | 21       | 5       | 4        | 75.56%         |

## Títulos

### Como jogador
Zaragoza
- Copa do Rei: 1993–94

Wigan
- Football League Two: 1996–97
- Football League Trophy: 1999

Swansea City
- Football League Trophy: 2006

### Como treinador
Swansea City
- Football League One: 2007–08

Wigan
- Copa da Inglaterra: 2012–13

Portugal
- Liga das Nações da UEFA: 2024–25